# Stubenberg (Baviera)
Stubenberg é um município da Alemanha, situado no distrito de Rottal-Inn, no estado da Baviera. Tem 18,18 km² de área, e sua população em 2019 foi estimada em 1.414 habitantes.